# Andrej Košak
Andrej Košak (Ljubljana, 16 de juny de 1965 és un guionista i director de cinema eslovè.

## Biografia
Es va graduar a l'Acadèmia de Teatre, Ràdio, Cinema i Televisió de Ljubljana, especialitzant-se en direcció. Després d'acabar els seus estudis, va treballar a RTV Slovenija com a autònom i va dirigir més de 500 programes (entre ells Videošpon, Studio City, etc.), videospots i anuncis. El seu primer llargmetratge va ser la pel·lícula Outsider el 1997, de la qual també va escriure el guió i segueix sent el tercer llargmetratge eslovè més vist de tots els temps i va guanyar la Palmera de bronze a la XVIII edició de la Mostra de València. L'any 2002 es va estrenar la seva segona pel·lícula Zvenenje v glavi, pn la qual n'era el director, coguionista, editor i productor.
El 2004, va cofundar l'associació política Forum 21.

## Filmografia
- Akademija (1987), documental d'estudiant
- Emil (1988), documental d'estudiant
- Spirit of action (1990), llargmetratge d’estudiant
- Outsider (1997), llargmetratge
- Zvenenje v glavi (2002), llargmetratge
- Stanje šoka (2011), llargmetratge
- Vsi proti vsem (2020), llargmetratge